# Józef Zduń
Józef Zduń (ur. 1819, zm. 1908) – poseł do Sejmu Krajowego Galicji I i II kadencji (1863–1867), doktor medycyny z Suchej.
Wybrany w IV kurii obwodu Wadowice, z okręgu wyborczego nr 73 Myślenice-Jordanów-Maków, na miejsce Michała Leśniaka, którego wybór dwukrotnie unieważniono. Wybór Zdunia także unieważniono, ale w powtórnych wyborach został znowu wybrany.